# Intendente de Colonia
El Intendente de Colonia es quien ejerce el poder ejecutivo en lo que respecta a las tareas domésticas de ese Departamento, mediante la Intendencia de departamental de Colonia. 
En caso de ausencia del Intendente, el cargo es ejercido por el primer suplente. Según la Constitución actual el Intendente es elegido en elección popular directa, que se realiza en una fecha diferente a la de las elecciones nacionales. Tiene un mandato de cinco años con posibilidad de reelección inmediata por un único período más.
El actual Intendente para el período 2025-2030 es Guillermo Rodríguez.